# Callibella humilis
Callibella humilis (eller Callithrix humilis) är en art i familjen kloapor som tillhör ordningen primater. Arten bebor ett mindre område i den brasilianska delstaten Amazonas.
Djurets kroppslängd ligger mellan 16 och 17 centimeter och vikten mellan 150 och 190 gram. Därtill kommer en 21 till 23 centimeter lång svans. Pälsen är på ryggsidan olivbrun och på buken guldgul till grågul. Vid händerna och fötterna är arten apelsinfärgad. Svansen och en tofs på huvudet är svart. Öronen och stora delar av ansiktet saknar hår och är köttfärgade. Typiska är även artens vita ögonbryn.
Denna art är aktiv på dagen och lever huvudsakligen i träd. Hittills hittades bara individer i närheten av plantager och annan odlingsmark. De äter frukter, naturgummi, andra vätskor som skapas av träden och insekter. I motsats till andra kloapor har de inget särskilt territorium. Honor förekommer ofta i grupper och föder mest en enda unge åt gången.
Flocken har vanligen 6 till 8 medlemmar och ibland lever upp till 30 exemplar tillsammans. Exemplar av den nära besläktade arten Callithrix manicorensis accepteras i flocken. Hos Callibella humilis föder inte bara flockens dominanta hona ungar. Antagligen vårdar varje hona sin egen unge och andra flockmedlemmar är inte delaktiga.
Arten beskrevs för första gången 1998 av Marco van Roosmalen. I början räknades dessa primater till släktet Mico, som av några forskare betraktas som släktgrupp hos silkesapor, men sedan 2003 står de i sitt eget släkte eller undersläkte (Callibella). Populationen uppskattades året 2009 till 10 000 individer. Hoten mot artens bestånd består huvudsakligen av skogsbränder och till mindre del av jakt. Året 2018 bedömdes hoten som obetydliga och Callibella humilis listas därför av IUCN som livskraftig (LC).